# Alí ben Muhammad

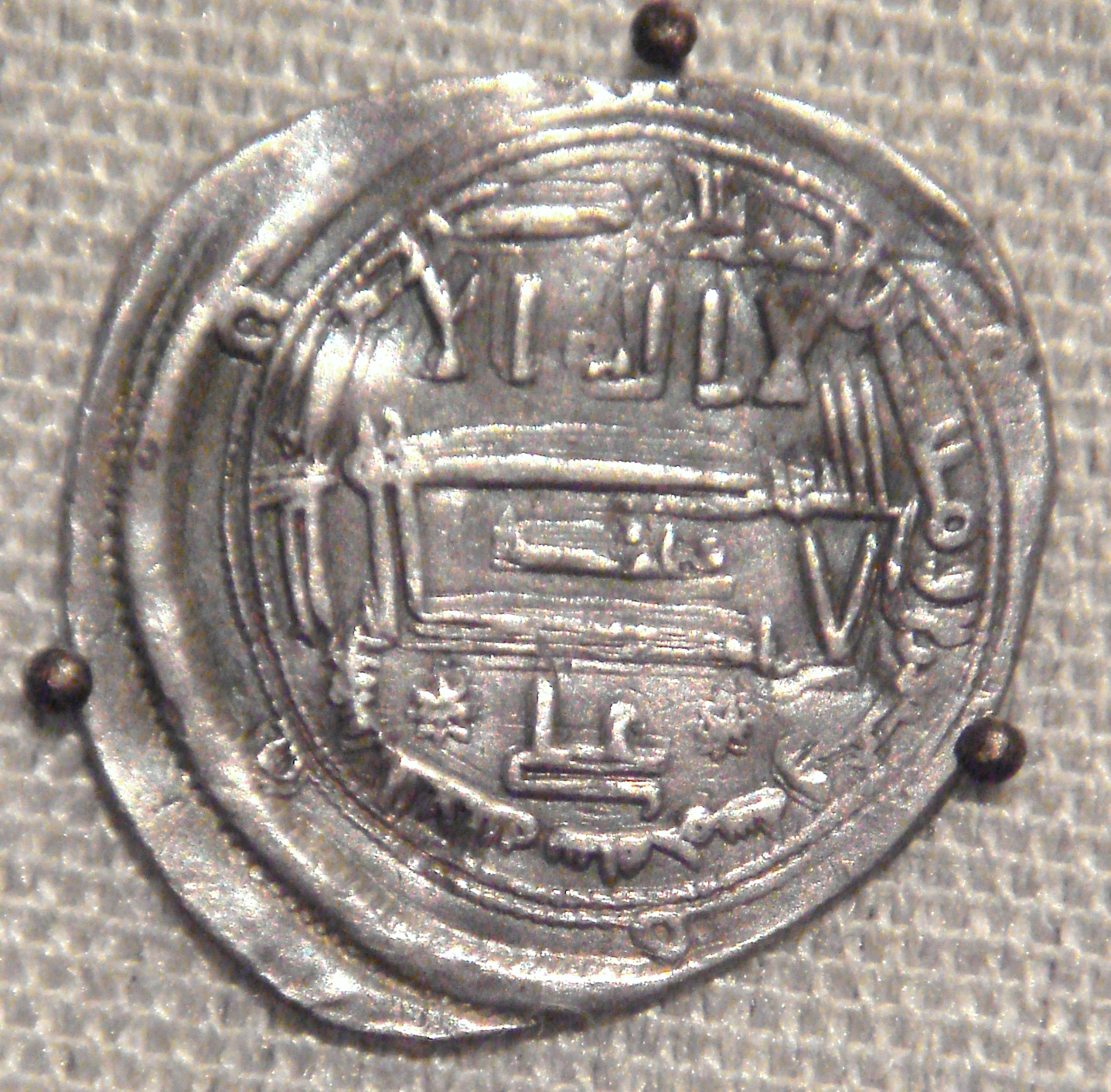
Moneda Idrísida acuñada en Al Aliyah, Marruecos

Alí ben Muhammad (en árabe: إِدرِيس بن مُحَمَّد ). Emir idrísida entre 836 y 848.

## Biografía
Nació en 827.
Hijo de Muhammad ben Idrís, es también conocido como Alí I.
Falleció en 848 y le sucedió en el trono su hermano Yahya ben Muhammad.